# Pedro de Silva (político)
Pedro Carlos de Silva Cienfuegos-Jovellanos (Gijón, Asturias, 18 de agosto de 1945) es un abogado, escritor y expolítico socialista español. Fue presidente del Principado de Asturias entre 1983 y 1991 y forma parte del Consejo de Comunidades Asturianas.

## Biografía
Nació en Gijón (Asturias) en 1945. En su juventud, estudió en el Colegio de la Inmaculada (promoción de 1962), de la Compañía de Jesús. Posteriormente se licenció en Derecho por la Universidad de Oviedo.Empezó ejerciendo la abogacía en el despacho de su padre Pedro de Silva Sierra.
Comenzó su militancia política en el Partido Comunista, captado por José Ramón Herrero Merediz y Daniel Palacio. Ideó con ellos una estrategia para arrebatar al régimen franquista el control del Colegio de Abogados. Surtió efecto y ganó las elecciones imponiéndose a la candidatura de su padre, conservador.
Con la llegada de la democracia a España en 1975 fue partícipe de la creación del partido Democracia Socialista Asturiana (DSA) junto con otros jóvenes asturianistas de izquierdas, entre ellos Xuan Xosé Sánchez Vicente. Más tarde se integraría en el Partido Socialista Popular de Asturias (formación de la que fue su secretario general), que a su vez acabó formando parte del Partido Socialista Obrero Español (PSOE) en 1978, partido en el que milita desde entonces.
En las elecciones generales de 1979 de Silva salió elegido diputado del Congreso de los Diputados por la circunscripción de Asturias. En las generales de octubre de 1982 fue cabeza de lista del PSOE, siendo reelegido diputado con el 52% de los votos. A los pocos meses renunciará a su escaño, habiendo sido secretario general del Grupo Parlamentario Socialista.
La renuncia como diputado vino después de que el comité ejecutivo de la Federación Socialista Asturiana le nombrara en marzo de 1983 candidato por la circunscripción central de Asturias a la Junta General del Principado de Asturias en las elecciones autonómicas de mayo de 1983.En dichos comicios el PSOE obtuvo 26 diputados de 45, mayoría más que suficiente para elegir a De Silva como segundo presidente del Principado de Asturias. Fue investido presidente el 21 de junio de 1983, sucediendo al también socialista Rafael Fernández.Su primer gobierno contó con 10 consejeros, de los cuales 5 ya habían sido consejeros con Fernández.
En las elecciones autonómicas de 1987 el PSOE obtuvo 20 diputados de 45, 6 menos que los 26 anteriores. Izquierda Unida aseguró la mayoría de izquierdas de la cámara, por lo que el PSOE pudo investir nuevamente a de Silva como presidente, esta vez con un gobierno en minoría parlamentaria.
De cara a las elecciones autonómicas de 1991 de Silva no repitió candidatura y se retiró de la política activa.
Sus dos gobiernos, que se desarrollaron en la I y II Legislaturas de la Junta General, fueron complejos puesto que tuvieron que hacerle frente a la construcción de la autonomía asturiana, en base al estatuto aprobado en 1981. Además, la región estaba en un proceso de desindustrialización con severa afección a la economía.
En 1991 abandonó la política activa y se reincorporó a su profesión como abogado, si bien fue presidente de la Fundación Asturias de la UGT desde ese año hasta 1996.
Tras su retirada de la política, también se ha centrado en la creación literaria. Prueba de ello son sus colaboraciones habituales con diversas publicaciones periódicas y revistas. Ha ganado el premio La Sonrisa Vertical por su libro de relatos Kurt, en 1998.
Está divorciado de Asunción Marbán Miranda, con la que tuvo tres hijos. 
Estuvo casado con Belén Álvarez Mori (Gijón, Asturias, 29 de diciembre de 1955-Majadahonda, Madrid, 14 de julio de 2018), que ya tenía una hija de un matrimonio anterior: Ana Baragaño Álvarez.
En 2024 se presentó el libro Asturias, Textos para la Autonomía, escritos y discursos de Pedro de Silva, editado por Óscar Buznego, donde sitúa al expresidente como uno de los mayores artífices del autogobierno asturiano.

## Obras

### Ensayos
- El regionalismo asturiano
- Asturias, realidad y proyecto
- El druida del bosque
- Miseria de la novedad
- Las fuerzas del cambio

### Novela
- Proyecto Venus letal
- Kurt (XX Premio La Sonrisa Vertical)
- Dona y Deva
- Una semana muy negra
- El tranvía
- La mosca, una historia de amor
- El rector

### Poesía
- La ciudad
- La luna es un instrumento de trabajo
- Los gestos de la tarde
- Las horas grises: tres miradas